# Claudio de Turín

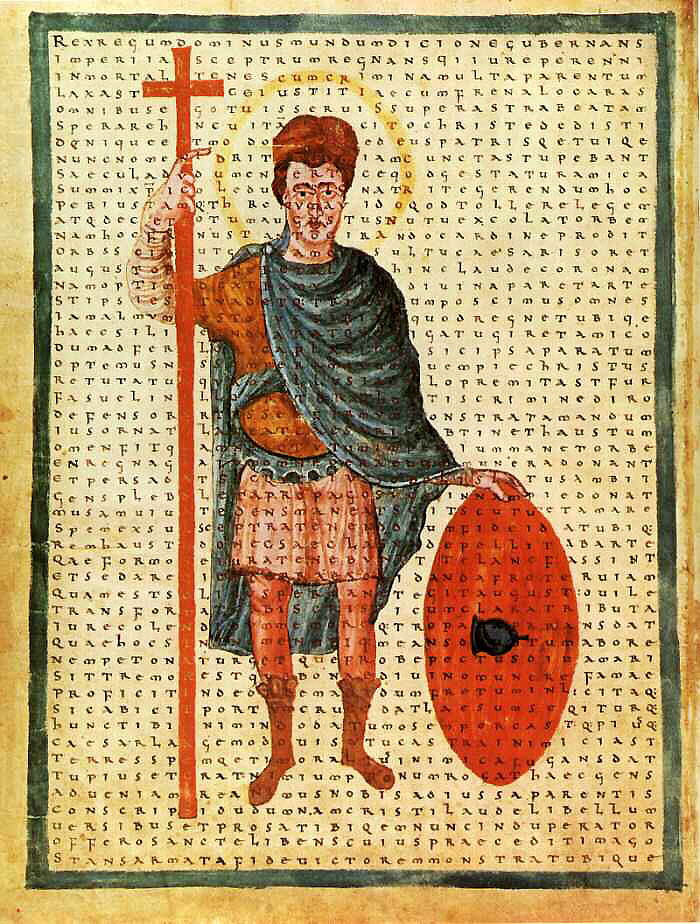
Ludwik I Pobożny.

Claudio de Turín (fl. 810–827) fue un obispo católico de Turín del año 817 hasta su muerte; probablemente, fuese hispano y discípulo de Félix de Urgel. Fue un cortesano de Luis el Piadoso y un escritor durante el renacimiento carolingio.
Claudio es más conocido por enseñar iconoclasia, una idea radical en ese tiempo en la iglesia latina. y por algunas enseñanzas que prefiguraban aquellas de la reforma protestante. Fue atacado como hereje en obras escritas por San Dungal y Jonás de Orléans.
Es citado por Marcelino Menéndez Pelayo en Historia de los heterodoxos españoles.
Redactó comentarios bíblicos; entre ellos están el comentario al Génesis, o el comentario a las epístolas paulinas. También hizo una crónica en la que procuró datar hechos del Antiguo Testamento.